# The Taste of Victory
«The Taste of Victory» — це міні-альбом гурту «Nokturnal Mortum», випущений у 2003 році, лейблом Oriana Productions.

## Композиції
1. Вкус Победы
2. Мировоззрение
3. Новая эра мечей
4. Стальным орлом в златую сваргу

## Над альбомом працювали
- Artwork By — Sir Gorgoroth, Knjaz Varggoth
- Lyrics By, Music By — Nokturnal Mortum
- Tracks 1-3 were recorded during 2002—2003 a.y.p.s. in M-Art studio, Kharkiv, Oriana
- Track 4 was recorded in 2001 a.y.p.s.